# Roca de Sant Vicent
La Roca de la Sant Vicent és una de les roques de les festivitats del Corpus Christi de la ciutat de València.

## Descripció
La roca té unes dimensions aproximades de 4'90 metres d'alçada, 2'40 d'amplada i 4'70 de llargada.
La roca està executada en fusta tallada, policromada i daurada. Les vestimentes de les imatges estan realitzades amb la tècnica del paperó.
El paperó és una tècnica realitzada amb paper usat. Per això es realitza una estructura lleugera de fusta amb ancoratges per a cap, cames i braços. Es realitza una barreja de paper usat, aigua i cola de farina que es bull i després es premsa, eliminant l'excés d'aigua. Després es barreja amb cola animal, pasta de midó i conservants. Aquesta barreja es col·loca en un motlle de guix i es pressiona, es deixa assecar i tot seguit s'escata per eliminar imperfeccions. Finalment s'estuca i es policroma, normalment primer amb tècniques a l'aigua i a continuació a l'oli.
La roca està feta amb fusta de conífera, concretament pi. Tot i això, per als travessers, travesses i rodes és probable que s'haja utilitzat una fusta més resistent, com faig o roure. L'estructura del carro es compon d'un cos en forma de vaixell de l'època, on es poden observar les quadernes perimetrals que donen la forma còncava de les embarcacions. A la part posterior hi ha un pedestal de base quadrada decorat amb fornícules i decoracions barroques. Per a l'encaix de les peces s'han fet servir claus de ferro forjat.

Només hi ha dos elements tèxtils en aquesta roca. A la part inferior, hi ha una peça tèxtil de color vermell que recorre el perímetre de la roca per cobrir i amagar l'estructura i els mecanismes de la zona inferior. Aquesta peça té un embellidor perimetral daurat. L'altre element tèxtil es troba la figura de Samsó que porta una túnica de pèl sintètic que li cobreix el cos.

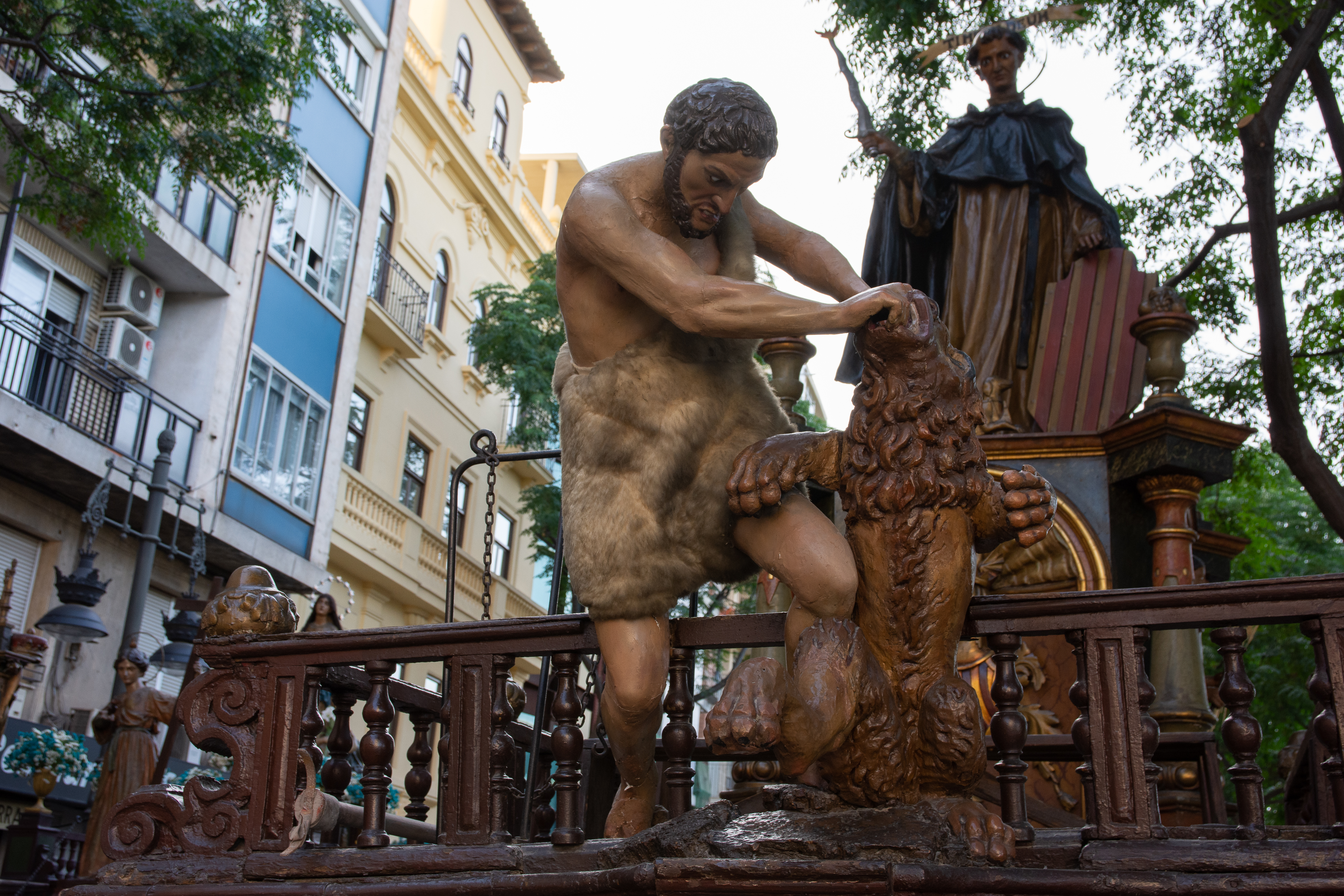
Samsó i el Lleó van al davant de la roca

En aquesta roca, Sant Vicent Ferrer està representat com un àngel salvador de la ciutat, amb l'espasa flamígera i l'escut de la ciutat. La figura fa referència a la llegenda de l'aparició del sant sobre la Porta de Sant Vicent -prop de l'actual plaça de Sant Agustí- per protegir la ciutat de la pesta declarada a Xàtiva. La figura del sant s'alça sobre un pedestal de base quadrada, amb quatre fornícules i petxines, amb figures al·legòriques.
A la part davantera porta una representació de Samsó desqueixalant el lleó. Esta figura es va fer nova el 1817.

## Història

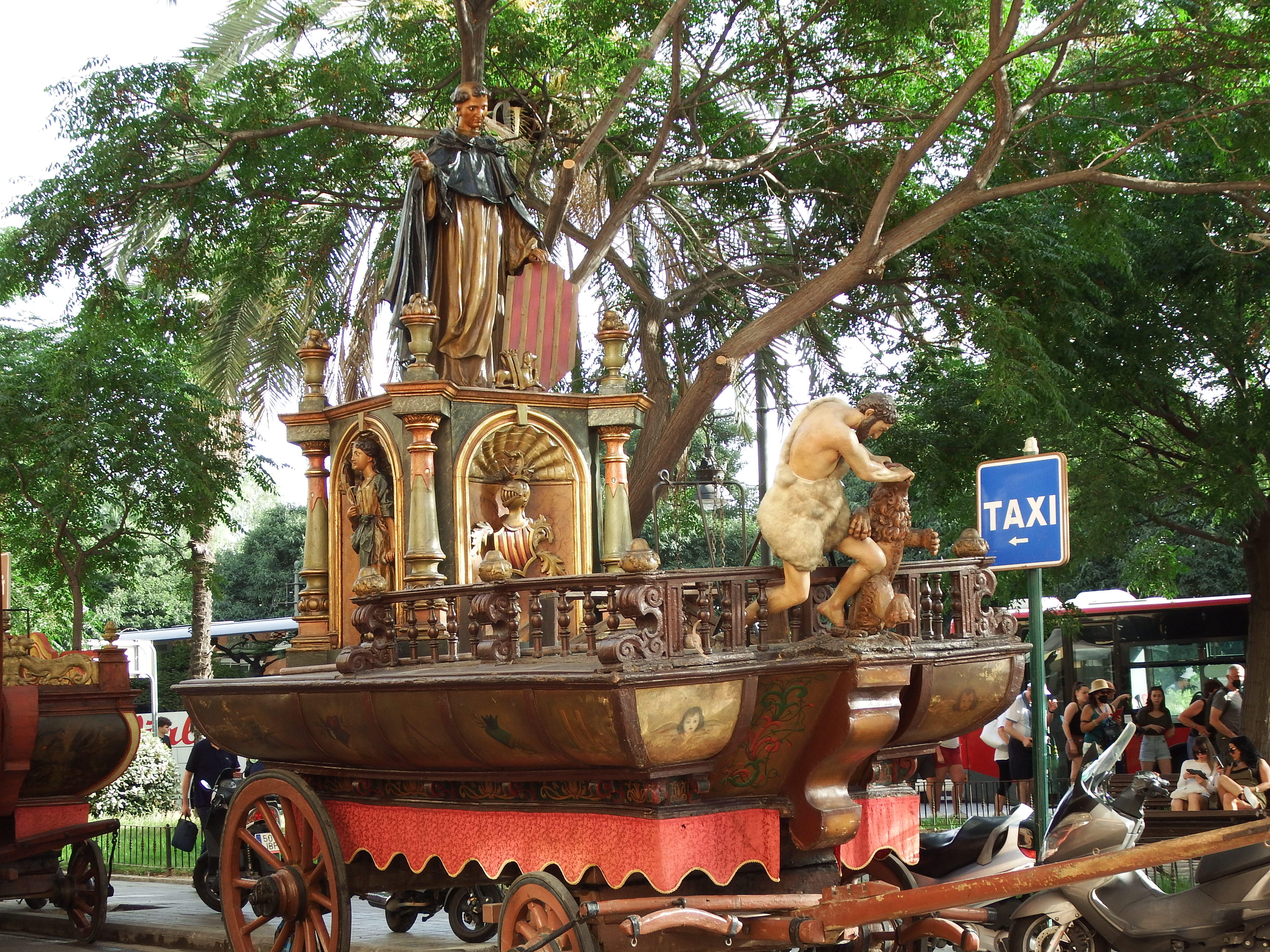
Roca de Sant Vicent Ferrer a les Alberedetes, 2022

L'origen d'aquesta roca presenta dues versions. La recollida sobre la mateixa roca és que va ser construïda el 1512 i va ser dedicada inicialment a Sant Vicent Màrtir, fins que en 1665 va canviar-se a Sant Vicent Ferrer. En contradicció amb aquesta versió, al Manual de Consells es troba un acord de 10 de març de 1665 anunciant la construcció d'un carro nou de Sant Vicent, a executar-se segons el model dels existents. La financiació d'aquesta nova roca provindria de la venta de dues roques velles. Cap al 6 de maig del mateix any ja s'havien venut, al menys parcialment.
Sobre aquesta roca es ballava la danseta de les holandeses, símbol de l'extensió europea del sant valencià.
La roca ha estat restaurada diverses vegades. L'any 1852 la figura de Sant Vicent Ferrer va caure al rodar el cantó del carrer dels Serrans de volta de la Processó; la imatge del sant va ser substituida per una nova, de manera que l'any següent ja podia desfilar de nou. El 1867, amb motiu del segon centenari de la Mare de Déu dels Desemparats, va ser restaurada, però la riuada de 1897 l'afectà, de manera que tornà a restaurar-se. El 1912 va ser acortada en alçària per poder passar sota els cables del tramvia. També va ser afectada per la gran riuada de 1957, acabant-se de restaurar en 1959.
Els escuts es van rectificar en la restauració de 1959, ja que portaven cinc barres vermelles i gravades en comptes de quatre i amb relleu, com els correspon.